# Тайна културно-просветна организация на македонските българки
Тайна културно-просветна организация на македонските българки (ТКПОМБ) е организация, създадена в Скопие през май 1926 година от български студентки. Основателки на организацията са Роза Койзеклиева, Донка Иванова (от Скопие, по-късно става съпруга на Димитър Гюзелов, братовчедка на скопския войвода Лазар Дивлянски), Стойка Стефанова (бивша българска учителка от османско време, скопянка, от българския квартал Чаир), Гена Велева, Параскева Тошева (сестра на поета Венко Марковски), Цона Наумова, Катя (Екатерина) Генова (от Велес, съпруга на Милан Генов), Славка Кратовалиева, Ленка Панкова, Невена Анчева, Пандора Титизо от Скопие, по-късно омъжена във Велес, Перса Младенова и Благородна Мицева от Скопие. Организацията си поставя за цел запазването на българската народност във Вардарска и Егейска Македония. Местните органи се състоят от седемчленни дружби, които се изграждат в останалите след Първата световна война под сръбска и гръцка власт части на Македония. Организацията действа в съгласие с Македонската младежка тайна революционна организация. ТКПОМБ остава неразкрита от сръбските и гръцките власти.
Първоначално организацията работи тихо и не привлича внимание, но след това взема активно участие по време на Скопския студентски процес в 1927 година, организирайки снабдяването на затворниците с неща от първа необходимост (храна, дрехи и други), а също така наемат адвокати, препращат шифровани сведения до оцелелите ръководители на ММТРО и т.н. След произнасянето на присъдите, организацията постепенно прекратява дейността си, но отделни участнички продължават да изпълняват поръчения на ВМРО и ММТРО и след това.